# Giallo (canal de televisión)
Giallo es un canal de televisión temático italiano en abierto perteneciente a Warner Bros. Discovery. Su programación se basa en la emisión de series, principalmente estadounidenses.

## Historia
Giallo comenzó sus emisiones el 14 de mayo de 2012 a las 16:00 sustituyendo a CanalOne, que ya había dejado de emitir una semana antes. Originalmente el propietario del canal era Switchover Media.
El público objetivo del canal se encuentra entre los 25 y los 54 años.
Desde el 14 de enero de 2013, el canal es producido por Discovery Italia, después de que esta última adquiriera la editorial Switchover Media.
Desde el 9 de abril de 2014, Giallo también transmite por satélite en el canal 144 de Sky.
Desde el 23 de julio de 2015, Giallo también transmite en Tivùsat al canal 38.

## Programación
La programación de Giallo se compone principalmente de series policíacas, Giallo, de investigación y thrillers. Algunas de las series que emite el canal son The Walking Dead, Crossing Jordan o Rizzoli & Isles.
En la parrilla del canal también hay un breve boletín informativo producido inicialmente por CNR Media con el nombre Giallo News, y a partir de 2014, por Class Editori con el nombre de Class TV.

## Audiencias
En la siguiente tabla se muestran las audiencias de Giallo de los últimos años mensualmente.
|      | Enero | Febrero | Marzo | Abril | Mayo  | Junio | Julio | Agosto | Septiembre | Octubre | Noviembre | Diciembre | Media anual |
| ---- | ----- | ------- | ----- | ----- | ----- | ----- | ----- | ------ | ---------- | ------- | --------- | --------- | ----------- |
| 2012 | -     | -       | -     | -     | -     | -     | 0,74% | 1,00%  | 0,81%      | 0,78%   | 0,77%     | 0,78%     | 0,41%       |
| 2013 | 0,86% | 0,76%   | 0,70% | 0,78% | 0,82% | 0,93% | 0,88% | 0,92%  | 0,80%      | 0,68%   | 0,74%     | 0,73%     | 0,80%       |
| 2014 | 0,73% | 0,74%   | 0,71% | 0,74% | 0,75% | 0,76% | 0,90% | 1,04%  | 0,95%      | 0,91%   | 0,91%     | 0,98%     | 0,84%       |
| 2015 | 0,93% | 0,85%   | 0,89% | 0,95% | 0,92% | 1,08% | 0,95% | 1,02%  | 0,89%      | 0,85%   | 0,83%     | 0,90%     | 0,92%       |
| 2016 | 0,90% | 0,73%   | 0,74% | 0,84% | 0,79% | 0,80% | 0,85% | 0,85%  | 0,77%      | 0,73%   | 0,83%     | 0,89%     | 0,81%       |
| 2017 | 0,80% | 0,71%   | 0,65% | 0,67% | 0,72% | 0,90% | 0,95% | 0,96%  | 0,76%      | 0,77%   | 0,73%     | 0,77%     | 0,77%       |
| 2018 | 0,72% | 0,71%   | 0,69% | 0,73% | 0,69% | 0,74% | 0,88% | 0,98%  | 0,88%      | 0,80%   |           |           |             |

Fuente : Auditel
Leyenda :
Fondo verde : Mejor resultado histórico.
Fondo rojo : Peor resultado histórico.